# Белая пустошь
«Белая пустошь» (англ. White Wilderness) — документальный фильм 1958 года о природе, производства The Walt Disney Company. Получил премию Оскар в 1959 году за лучший документальный фильм и «Золотого медведя» — награду Берлинского международного кинофестиваля. Фильм снимался в Канаде в течение трёх лет. Широко известен фабрикацией мифа о самоубийстве леммингов во время массовой миграции. Вся сцена «миграции и самоубийства» была полностью постановочной, начиная с того, что в Альберте нет популяций леммингов, поэтому создатели фильма купили несколько десятков леммингов в Манитобе. Более того, во время съёмок «миграции» их сталкивали метлой в реку.
Поколения школьников выросли на этом фильме, что способствовало дальнейшему распространению мифа о самоубийстве леммингов.
На самом деле периодическим миграциям, приводящим к гибели грызунов, подвержены только норвежские лемминги (Lemmus lemmus).